# Саут харт (Северна Дакота)
Саут харт (енгл. South Heart) град је у америчкој савезној држави Северна Дакота.

## Демографија
По попису из 2010. године број становника је 301, што је 6 (-2,0%) становника мање него 2000. године.
| Група             | 2000.       | 2010.       |
| Белци             | 303 (98,7%) | 296 (98,3%) |
| Афроамериканци    | 1 (0,3%)    | 0 (0,0%)    |
| Азијати           | 0 (0,0%)    | 0 (0,0%)    |
| Хиспаноамериканци | 0 (0,0%)    | 2 (0,7%)    |
| Укупно            | 307         | 301         |